# Попов Петро Іванович
Петро Іванович Попов (нар. ?) — український радянський діяч, новатор виробництва, бригадир гірників очисного вибою шахтоуправління імені газети «Социалистический Донбасс» Донецького виробничого об'єднання з видобутку вугілля. Член ЦК КПУ в 1986—1990 р.

## Біографія
У 1970-х—1990-х рр. — бригадир гірників очисного вибою шахтоуправління імені газети «Социалистический Донбасс» Донецького виробничого об'єднання з видобутку вугілля міста Донецька Донецької області.
Член КПРС. Вибирався секретарем комсомольської організації комплексної дільниці № 9 шахти імені газети «Социалистический Донбасс».
Потім — на пенсії у місті Донецьку.

## Нагороди
- орден Леніна (29.04.1986) — за успіхи, досягнуті у виконанні завдань одинадцятої п'ятирічки і соціалістичних зобов'язань по Міністерству вугільної промисловості СРСР
- ордени
- медалі